# Fontanellato
Fontanellato là một đô thị ở tỉnh Parma ở phía nam Italia. Đô thị này nằm ở trong đồng bằng sông Po gần A1 autostrada, khoảng 20 km về phía tây của Parma.
Thị xã được xây vào khoảng thế kỷ 15.
Fontanellato hiện diện trong tác phẩm Love and War in the Apennines của nhà văn Anh Eric Newby. Ở đây ông bị giam trong ngục trong thời kỳ đệ nhị thế chiến và đã được cư dân địa phương cứu thoát.

## Đô thị kết nghĩa
- Kissleg im Allgau, Đức
- Vastra Gotaland Falkoping, Thụy Điển